# Kevin Vermaerke
Kevin Vermaerke (Rancho Santa Margarita, 16 ottobre 2000) è un ciclista su strada e mountain biker statunitense che corre per il Team Picnic PostNL; è professionista dal 2021.

## Palmarès

### Strada
- 2019 (Hagens Berman Axeon, due vittorie)

2ª tappa Redlands Bicycle Classic (Highland > Highland)
Liegi-Bastogne-Liegi Under-23

#### Altri successi
- 2023 (Team DSM-Firmenich)

Classifica giovani Arctic Race of Norway
- 2024 (Team DSM-Firmenich PostNL)

Classifica giovani Arctic Race of Norway

### Mountain bike
- 2017

Campionati statunitensi, Cross country Junior

## Piazzamenti

### Grandi Giri
- Giro d'Italia

2024: 29º
- Tour de France

2022: ritirato (8ª tappa)
2023: 61°

### Classiche monumento
- Milano-Sanremo

2022: 159º
2023: 71º
2024: 48º
2025: 76º
- Giro delle Fiandre

2022: ritirato
2023: ritirato
- Liegi-Bastogne-Liegi

2021: 140º
2022: 86º
2023: 92º
2024: 23º
2025: ritirato
- Giro di Lombardia

2023: ritirato
2024: 23º

### Competizioni mondiali
- Campionati del mondo su strada

Innsbruck 2018 - In linea Junior: 8º
Yorkshire 2019 - In linea Under-23: 41º
Fiandre 2021 - In linea Under-23: 41º
Glasgow 2023 - In linea Elite: 20°
Zurigo 2024 - Staffetta mista: 6°
Zurigo 2024 - In linea Elite: 19°
- Campionati del mondo di mountain bike

Cairns 2017 - Cross country Junior: 30º
Cairns 2017 - Staffetta a squadre: 5º
Lenzerheide 2018 - Cross country Junior: 13º